# Новокамышинский
Новокамы́шинский — посёлок в Ленинск-Кузнецком районе Кемеровской области. Входит в состав Горняцкого сельского поселения.

## Географическое положение
Центральная часть населённого пункта расположена на высоте 170 метров над уровнем моря.

## История
Указом Президиума Верховного Совета РСФСР от 15 августа 1963 года посёлок фермы № 1 совхоза «Ленинуголь» Ленинск-Кузнецкого сельского района переименован в посёлок Новокамышинский.

## Население
| 2010 |
| ---- |
| 81   |

По данным Всероссийской переписи населения 2010 года, в посёлке Новокамышинский проживает 81 человек (38 мужчин, 43 женщины).